# Руй Барбоза, Марина
 Мари́на Руй Барбо́за (порт. Marina Rui Barbosa; род. 30 июня 1995, Рио-де-Жанейро, Бразилия) — бразильская актриса театра и кино, фотомодель, телеведущая.

## Биография
Родилась 30 июня 1995 года в Рио-де-Жанейро. С детства готовила себя к актёрской карьере. С шестилетнего возраста работала как модель на показах и была замечена продюсерами телекомпании «Глобу». Принимала участие во многих театральных, кино и телепроектах телекомпании «Глобу», модельных показах, рекламных кампаниях.

## Фильмография
- 2002 — Sabor da Paixão — Мари
- 2004 — Começar de Novo — Анинья
- 2004 — Xuxa e o Tesouro da Cidade Perdida — Милла
- 2005 — Белиссима — Сабина
- 2007 — Sete Pecados — Изабел
- 2009 — Tudo Novo de Novo — Биа
- 2010 — Escrito nas Estrelas — Ванесса
- 2011 — Morde & Assopra — Алиса Жункейра
- 2012 — Amor Eterno Amor — Juliana Pietrini
- 2013 — Любовь к жизни (телесериал) — Николь Вейга де Ассис
- 2014 — Империя — Мария Исис Феррейра да Кошта
- 2015 — Totalmente Demais (телесериал) — Элиза де Ассис Монтейро
- 2015 — Amorteamo — Малвина Беназо Камарго
- 2016 — Правосудие — Изабела де Алмейда
- 2018 — Догоняшки (теленовелла) — Амалия Джордано
- 2018 — Второе солнце — Rainha de Montemor
- 2018 — Седьмой хранитель — Luz